# Pico Espadas
El pico Espadas se encuentra junto al pico Posets en el macizo del mismo nombre, en los Pirineos. Tiene una altitud de 3332 metros, lo que le convierte en uno de los picos más altos de esta cordillera.

## Referencias

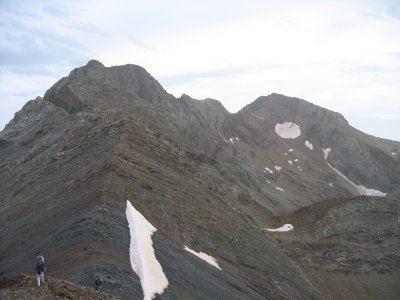
Pico Espadas visto desde el Pico Pabots o Tucón Royo.